# Ди Тотен Хозен
„Ди Тотен Хозен“ (на немски: Die Toten Hosen) e известна пънк група, основана в Дюселдорф, Германия през 1982 г.

## История
Членовете на групата са: Анди (Андреас Мойрер, Andreas Meurer), Брайти (Михаел Брайткопф, Michael Breitkopf), Кампино (Андреас Фреге, Andreas Frege), Кудел (Андреас фон Холст, Andreas von Holst) и Вом (Стивън 'Вом' Джордж Ричи, Stephen 'Vom' George Ritchie). Всички са немци, с изключение на барабаниста Вом, който е англичанин.
До 1985 г. барабанист на Die Toten Hosen e Трини (Клаус-Дитер Тримпоп, Klaus-Dieter Trimpop), който освобождава мястото си на Якоб Койзен (Jakob Keusen), за да стане мениджър на групата. Койзен напуска на следващата година, и на негово място идва Вьоли (Волфганг Роде, Wolfgang Rohde). През 1999 г. той претърпява автомобилна катастрофа и барабанист става Вом.
До 1983 г. китарист на Die Toten Hosen е Валтер Новембер (Walter November).
Името на групата буквално означава „мъртви гащи“, а в преносен смисъл – „скучен“, „безсмислен“. През годините песните им еволюират – от закачливи и весели пънкарии (например: песните от първото LP) до сериозни ценностни послания. В края на 1980-те години Die Toten Hosen се съсредоточават върху политика и социални теми като расизма.

## Концертни прояви
Концертният живот е ключов за бандата. Една от най-важните песни е „Hier Kommt Alex“ („Тук идва Алекс“), вдъхновена от филма „Портокал с часовников механизъм“ по книгата на Антъни Бърджис. През 1993 година Франк Касторф (Frank Castorf) пише театрална постановка, в която Die Toten Hosen взима участие с роли и музика към нея.
Техният концерт № 1000 е на 28 юни 1997 на Дюселдорфер Райнщадиум, когато холандско момиче умира в шейсетхилядната тълпа. След продължителни разговори с организатори и полиция групата свири до края на концерта по-бавни песни, за да не стресира още повече хората. В памет на момичето е написана песента „Alles ist Eins“ („Всичко е едно“).
През 2004 година бандата изнесе концерт в софийския клуб „О!Шипка“.

## Любопитно
- Като дългогодишни фенове на местния футболен отбор Fortuna Düsseldorf, Die Toten Hosen ги спонсорира в периода от 2001 до 2003 г.

## Дискография

### Албуми
- Opel-Gang – 1983
- Unter falscher Flagge – 1984
- Damenwahl – 1986
- Never mind the Hosen – Here's Die Roten Rosen – 1987
- Bis zum bitteren Ende – 1987 Live-Album
- Ein kleines bisschen Horrorschau – 1988
- Auf dem Kreuzzug ins Glück – 125 Jahre Die Toten Hosen – 1990 Doppel-Album
- Learning English, Lesson One – 1991
- Kauf MICH! – 1993
- Reich & Sexy – 1993 Best of-Album
- Love, Peace & Money – 1994 Best Of-Album
- Opium fürs Volk – 1996
- Im Auftrag des Herrn – 1996 Live-Album
- Wir warten auf's Christkind – 1998 (Die Roten Rosen – коледни песни)
- Crash Landing – 1999
- Unsterblich – 1999
- Auswärtsspiel – 2002
- Reich & Sexy II – Die fetten Jahre – 2002 Best of-Album
- Zurück zum Glück – 2004
- Nur zu Besuch: Unplugged Im Wiener Burgtheater – 2005

### Сингли
- Wir sind bereit – 1982
- Reisefieber – 1982
- Eisgekühlter Bommerlunder/Opelgang – 1983
- Hip Hop Bommi Bop – 1983
- Schöne Bescherung – 1983
- Kriminaltango mit Kurt Raab – 1984
- Liebesspieler – 1984
- Liebesspieler/Die John Peel Session – 1984
- Faust in der Tasche – 1985
- The Battle of the Bands – 1985 EP
- Das Altbierlied – 1986
- Im Wagen vor mir – 1987
- Alle Mädchen wollen küssen – 1987
- Hier kommt Alex – 1988
- 1000 gute Gründe – 1989
- Alles wird gut – 1990
- Azzurro – 1990
- All die ganzen Jahre – 1990
- Carnival In Rio (Punk Was) – 1991
- Baby Baby – 1991
- Whole Wide World – 1992
- If The Kids Are United – 1992
- Sascha… – 1992
- Wünsch DIR was – 1993
- Alles aus Liebe – 1993
- Kauf MICH! – 1994
- Put your money where your mouth is… 5-Track EP- 1994
- Sexual – 1994
- Nichts bleibt für die Ewigkeit – 1995
- Paradies – 1996
- Bonnie & Clyde – 1996
- 10 kleine Jägermeister – 1996
- Alles aus Liebe – Live – 1997
- Pushed Again – 1998
- Weihnachtsmann vom Dach – 1998
- Auld lang Syne – 1999
- Schön sein – 1999
- Unsterblich – 2000
- Bayern – 2000
- Warum werde ich nicht satt? – 2000
- Was zählt – 2001
- Kein Alkohol (ist auch keine Lösung)! – 2002
- Steh auf, wenn du am Boden bist – 2002
- Nur zu Besuch – 2002
- Frauen dieser Welt – 2002
- Friss oder Stirb – 2004
- Ich bin die Sehnsucht in Dir – 2004
- Wahlkampf – 2004
- Alles Wird Vorübergehen – 2005
- Freunde – 2005
- Hier kommt Alex (unplugged) – 2005
- Guns of Brixton (unplugged) – 2006

### Промо-сингли
- The Nightmare Continues – 1991
- Mehr davon – 1992
- The return of Alex – 1994
- Tout pour sauver l'Amour – 1995
- Soul Therapy – 1998

### Singleboxes
- Musik war ihr Hobby – 1995
- Mehr davon – 2001

### Семплъри
- Gegen Nazis
- Vans Warped Tour '98 – 1998
- You're Dead (OST) – 1999
- On the Run (Pro Asyl) – 2004
- Punk Rock BRD Vol. 1 und 2 – 2004
- Berlin wir kommen – 1995
- Soundtracks zum Untergang 4 – 1999